# Озерское (Московская область)
Озерское — деревня в Талдомском районе Московской области России. Входит в состав сельского поселения Квашёнковское. Население — 58 чел. (2010).

## География
Расположена на севере Московской области, в северной части Талдомского района, примерно в 23,5 км к северо-востоку от центра города Талдома, с которым связана автобусным сообщением. Ближайшие населённые пункты — деревни Затула, Льгово, Береговское, Ульянцево и Глебово.

## Население
| 1859 | 1888 | 1926 | 2002 | 2006 | 2010 |
| ---- | ---- | ---- | ---- | ---- | ---- |
| 365  | ↗434 | ↘397 | ↘59  | →59  | ↘58  |

## История
В «Списке населённых мест» 1862 года Озерская — владельческая деревня 2-го стана Калязинского уезда Тверской губернии между Дмитровским и Углицко-Московским трактами, в 37 верстах от уездного города, при ручье Сомлевка, с 40 дворами и 365 жителями (176 мужчин, 189 женщин).
По данным 1888 года — центр Озерской волости Калязинского уезда, проживало 77 семей общим числом 434 человека (206 мужчин, 228 женщин).
Постановлением президиума ВЦИК от 15 августа 1921 года Озерская волость была включена в состав Ленинского уезда Московской губернии.
По материалам Всесоюзной переписи населения 1926 года — центр Озерского сельского совета Озерской волости Ленинского уезда, проживало 397 жителей (164 мужчины, 233 женщины), насчитывалось 106 хозяйств, среди которых 64 крестьянских, в деревне располагался волостной исполнительный комитет, имелись библиотека, изба-читальня, школа 1-й ступени и кредитное сельскохозяйственное товарищество.
С 1929 года — населённый пункт в составе Ленинского района Кимрского округа Московской области.
Постановлением ЦИК и СНК от 23 июля 1930 года округа́ как административно-территориальные единицы были ликвидированы. Постановлением Президиума ВЦИК от 27 декабря 1930 года городу Ленинску было возвращено историческое наименование Талдом, а район был переименован в Талдомский.
1963—1965 гг. — Озерское в составе Дмитровского укрупнённого сельского района.
В 1973 году административный центр Озерского сельсовета был перенесён в деревню Кошелёво, а сельсовет переименован в Кошелёвский.
В 1994 году Московской областной думой было утверждено положение о местном самоуправлении в Московской области, сельские советы как административно-территориальные единицы были преобразованы в сельские округа.
1994—2004 гг. — деревня Кошелёвского сельского округа Талдомского района.
Постановлением Губернатора Московской области от 3 июня 2004 года № 106-ПГ Кошелёвский сельский округ был объединён с Ермолинским и Николо-Кропоткинским сельскими округами в единый Ермолинский сельский округ.
2004—2006 гг. — деревня Ермолинского сельского округа Талдомского района.
2006—2009 гг. — деревня сельского поселения Ермолинское.
В 2009 году деревня Озерское вошла в состав сельского поселения Квашёнковское Талдомского района Московской области, образованного путём выделения из состава сельского поселения Ермолинское.